# Karpiak
Karpiak – wzniesienie o wysokości 782 m n.p.m. w południowo-zachodniej Polsce, w Sudetach Wschodnichch, w Górach Złotych.

## Położenie i opis
Wzniesienie położone jest na obszarze Śnieżnickiego Parku Krajobrazowego w południowo-wschodniej części Gór Złotych, około 3,5 km na południowy wschód od centrum miejscowości Lądek-Zdrój, po zachodniej stronie od Przełęczy Karpowskiej.
Kopulaste wzniesienie o zróżnicowanej rzeźbie i ukształtowaniu oraz stromych zboczach z mało wyrazistą prawie płaską powierzchnia szczytową. Wznosi się w środkowej części bocznego, miejscami skalistego grzbietu, odchodzącego od Kobylej Kopy w kierunku południowo-zachodnim, który stromo opada do Doliny Białej Lądeckiej. Wzniesienie wyraźnie wydzielają wykształcone górskie doliny. Od bliźniaczego wyższego wzniesienia Królówka, położonego ok. 750 m. po południowo-zachodniej stronie oddzielone jest niewielkim obniżeniem. Na szczycie wzniesienia znajdują się ruiny po dawnym zamku Karpień. Wzniesienie budują gnejsy gierałtowskie należące do jednostki geologicznej metamorfiku Lądka i Śnieżnika. Zbocza wzniesienia w dolnej części pokrywa niewielka warstwa młodszych osadów z okresu zlodowaceń plejstoceńskich. Cała powierzchnia zboczy wzniesienia porośnięta jest lasem świerkowym regla dolnego z niewielką domieszką drzew liściastych powierzchnię szczytową pozbawioną drzew porastają bujne trawy i paprocie. Zbocza wzniesienia przecina gęsta sieć leśnych dróg i znakowanych ścieżek spacerowych. U wschodniego podnóża wzniesienia, położona jest Przełęcz Karpowska. Położenie wzniesienia, kształt oraz mało wyraźny szczyt czynią wzniesienie trudno rozpoznawalnym w terenie. 

## Flora i fauna
Wypłukiwana zaprawa z murów zamkowych wzbogaca podłoże i sprzyja rozwojowi wapieniolubnej flory, np. paproci – zachyłki Roberta, i fauny - miedzianobrunatnego ślimaka nadobnego.

## Zamek
Na szczycie Karpiaka znajdują się pozostałości po dawnym zamku. Zamek został zdobyty i spalony przez husytów w 1428 r. podczas wojen husyckich. Zamek do 1513 r. pozostawał siedzibą  rycerzy rozbójników, kiedy to całkowicie został zniszczony i od tamtego okresu pozostał w ruinie. Do obecnych czasów zachowały się niewielkie pozostałości murów i fundamentów. Nie zachowały się ślady innych przyzamkowych budowli. Całość obiektu zarośnięta jest trawą i paprociami. 
Zamek strzegł położonej w pobliżu Przełęczy Karpowskiej, przez którą prowadził dawniej trakt z Pragi do Krakowa zwany Solną Drogą.
W 1885 roku na wzniesieniu w obrębie murów zamku zbudowano drewniana wieżę widokową, którą  rozebrano w latach 1899-1900.
Podczas wykopalisk Karl Wehse kazał zrobić kamienną ławę i wykuć napis LOUIS SCHADOW PLATZ oraz inicjały RA, które do dziś widnieją na ławce. 

## Turystyka
Przez Karpiaka przechodzą piesze szlaki turystyczne:
- niebieski (E3) z Lądka-Zdroju (czas dojścia: 1:30 h, według oznaczeń PTTK-1:45) do Starego Gierałtowa (czas dojścia: 1:30 h),
- zielony z Przełęczy Gierałtowskiej (czas dojścia: 2 h) do Przełęczy Lądeckiej (czas dojścia: 1:30 h).